# Tha Mai Allios
Tha Mai Allios is een single die in 2009 werd uitgebracht door de Griekse zangeres Elena Paparizou. Het behaalde een 5e plaats in de Griekse Top 20.